# Simkaniaceae
Simkaniaceae es una familia de bacterias del orden Chlamydiales. Las especies de esta familia tienen un ciclo de replicación de tipo chlamydia y sus genes ARNr son en un 80–90% idénticos a los de Chlamydiaceae. Las Simkaniaceae no se reconocen por los anticuerpos monoclonales que detectan los lipopolisacáridos de Chlamydiaceae. La familia Simkaniaceae actualmente incluye dos géneros: Simkania y Fritschea. La especie tipo es Simkania negevensis cuyo huésped natural es desconocido. Crece fácilmente en monocapas de células Vero. Evidencias serólogicas y PCR indican que S. negevensis se encuentra extensamente presente en los seres humanos. 
Dos especies de Fritschea han sido identificadas en insectos. Estas son especies candidatus puesto que solo crecen en insectos bacteriocitos y todavía no han sido cultivados in vitro. Las moscas blancas son los huéspedes de Candidatus Fritschea bemisiae (cepa Falk). Hemiptera es el huésped de Candidatus Fritschea eriococci (cepa Elm). 
Simkania negevensis y Fritschea bemisiae tienen un intrón de grupo I en el ARNr 23S, en contraste con otros genes ARNr chlamydiales caracterizados. Estos intrones están íntimamente relacionados con los intrones de grupo I del ARNr 23S de cloroplastos y mitocondrias de algas y amebas.